# Biserica de lemn din Cârlig

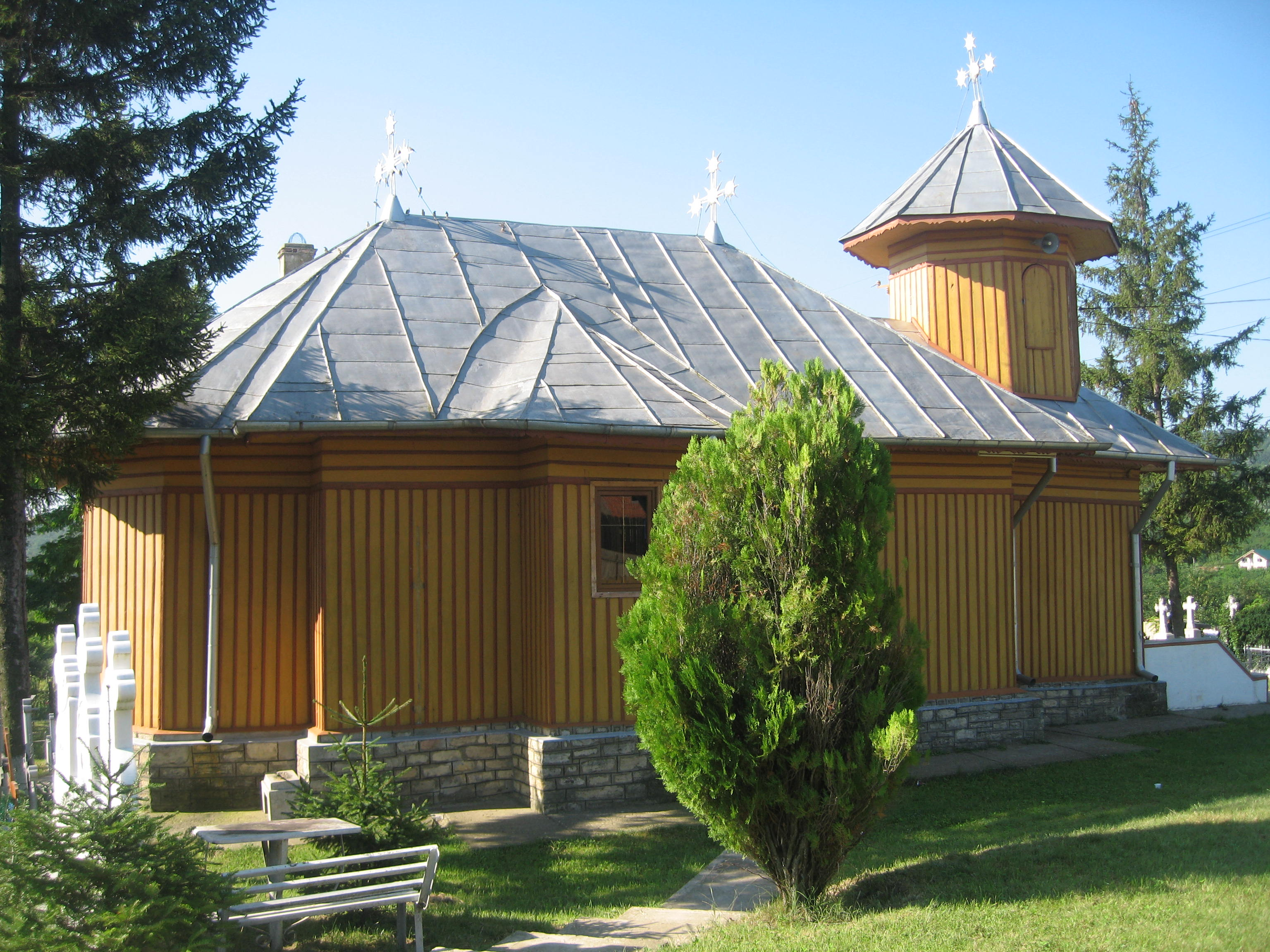
Biserica de lemn din Cârlig.

Biserica de lemn din Cârlig este o biserică de lemn construită la începutul secolului al XIX-lea în satul Cârlig (comuna Popricani, județul Iași), la o distanță de 3 km nord de municipiul Iași. Ea se află pe un tăpșan, în partea de nord-vest a satului. În curtea lăcașului de cult se află cimitirul localității. 
Biserica de lemn din Cârlig nu a fost inclusă pe Lista monumentelor istorice din județul Iași din anul 2004.  

## Istoric
Biserica „Sf. Prooroc Isaia“ din satul Cârlig este atestată din anul 1816, ea fiind ctitorită de un ieromonah cu numele de Isaia (de la care provine și hramul bisericii), cu binecuvântarea mitropolitului Veniamin Costachi al Moldovei. 
Nu se cunoaște cine a fost acel ieromonah care a avut inițiativa construirii lăcașului de cult.
Printre preoții care au slujit la această biserică se află preotul-duhovnic Gheorghe Pascu (1771 - 5 aprilie 1836), al cărui mormânt este situat lângă absida altarului.
Biserica de lemn din Cârlig a aparținut o lungă perioadă de timp de Parohia Podgoria Copou, fosta biserică mănăstirească construită de domnitorul Vasile Lupu și care se află astăzi în perimetrul Grădinii Botanice din Iași. Aici se slujea sporadic de către parohul de la Podgoria Copou, cu prilejul hramului sau al evenimentelor religioase (botez, cununie sau înmormântare) din viața comunității rurale. Lăcașul de cult era friguros, pereții săi nefiind izolați, iar mobilierul era vechi și deteriorat.
După aproape 150 de ani, la 20 aprilie 2001 (de sărbătoarea Duminicii Mironosițelor), mitropolitul Daniel Ciobotea al Moldovei și Bucovinei a reactivat Mănăstirea "Sf. Atanasie" din Podgorii - Iași ca mănăstire de călugărițe, aparținând de Mănăstirea Galata. Reactivarea a fost aprobată de Sfântul Sinod al Bisericii Ortodoxe Române (temei nr. 6544 din 28.10.1993) și de Sinodul mitropolitan al Mitropoliei Moldovei și Bucovinei (temei nr. 2445/2001). La 29 aprilie 2001 a avut loc slujba de reactivare a mănăstirii, săvârșită de un mare sobor de preoți și diaconi în frunte cu mitropolitul Daniel Ciobotea. Întreg patrimoniul Parohiei "Sf. Atanasie" - Podgoria Copou și anume biserica, clădirile anexe, curtea, cimitirul și terenurile obținute prin Legea fondului funciar au trecut în proprietatea și administrarea Mănăstirii "Sf. Atanasie" Podgoria Iași.  Parohia Podgoria Copou desființându-se prin reactivarea mănăstirii, enoriașii săi au trebuit să fie rearondați. 
În anul 2001, biserica din Cârlig a dobândit statut de parohie de sine stătătoare, fiind numit un preot-paroh. Începând de atunci, prin contribuția enoriașilor, s-au efectuat unele lucrări de înfrumusețare a lăcașului de cult: s-au izolat termic pereții bisericii, s-a realizat o frumoasă catapeteasmă din stejar sculptat și s-a achiziționat mobilier nou. În apropiere, s-a construit o casă parohială.
Biserica are hramul Sf. Prooroc Isaia (sărbătorit în fiecare an la 9 mai), ea fiind singura biserică din Arhiepiscopia Iașilor cu acest hram. Anual, de sărbătoarea hramului, un sobor de preoți oficiază liturghia pe o scenă aflată în curtea bisericii, din cauza faptului că nu există spațiu suficient în interiorul sfântului lăcaș. După liturghie, se face o slujbă pentru cei adormiți, iar rudele decedaților împart săracilor ouă, pască și cozonac, pentru odihna sufletelor celor plecați la Domnul.

## Arhitectura bisericii
Biserica de lemn din Cârlig este construită din bârne de stejar, căptușită cu scândură în interior și exterior. Ea se sprijină pe o temelie de piatră cu înălțimea de aproximativ 0,75 m.  Pereții din bârne sunt placați cu scânduri vopsite în culoarea portocalie, prinse de bârne cu șipci de culoare cărămizie. Inițial acoperită cu șindrilă, biserica are în prezent învelitoare din tablă. Accesul în lăcașul de cult se face pe o ușă aflată pe latura de vest. Din pridvor se urcă în clopotniță.  
Monumentul are plan triconc, cu absida altarului, absidele laterale și pridvorul poligonale. Lăcașul de cult este prevăzut cu o ușă la intrarea în pridvor și cu trei ferestre (una în axa absidei altarului și două în absidele laterale). 
În interior, biserica este împărțită în patru încăperi: pridvor, pronaos, naos și altar. În biserică se intră printr-un pridvor pătrat aflat pe latura de vest, având deasupra sa un turn-clopotniță de formă octogonală. Pronaosul este de formă dreptunghiulară și nu are ferestre.
Naosul are două abside laterale pentagonale simetrice, în axa cărora s-a amplasat câte o fereastră. Altarul are o absidă de formă pentagonală, decroșată, cu o fereastră dreptunghiulară în axa absidei. Catapeteasma este avansată, formând în nișele laterale un diaconicon și un proscomidiar. 

## Imagini

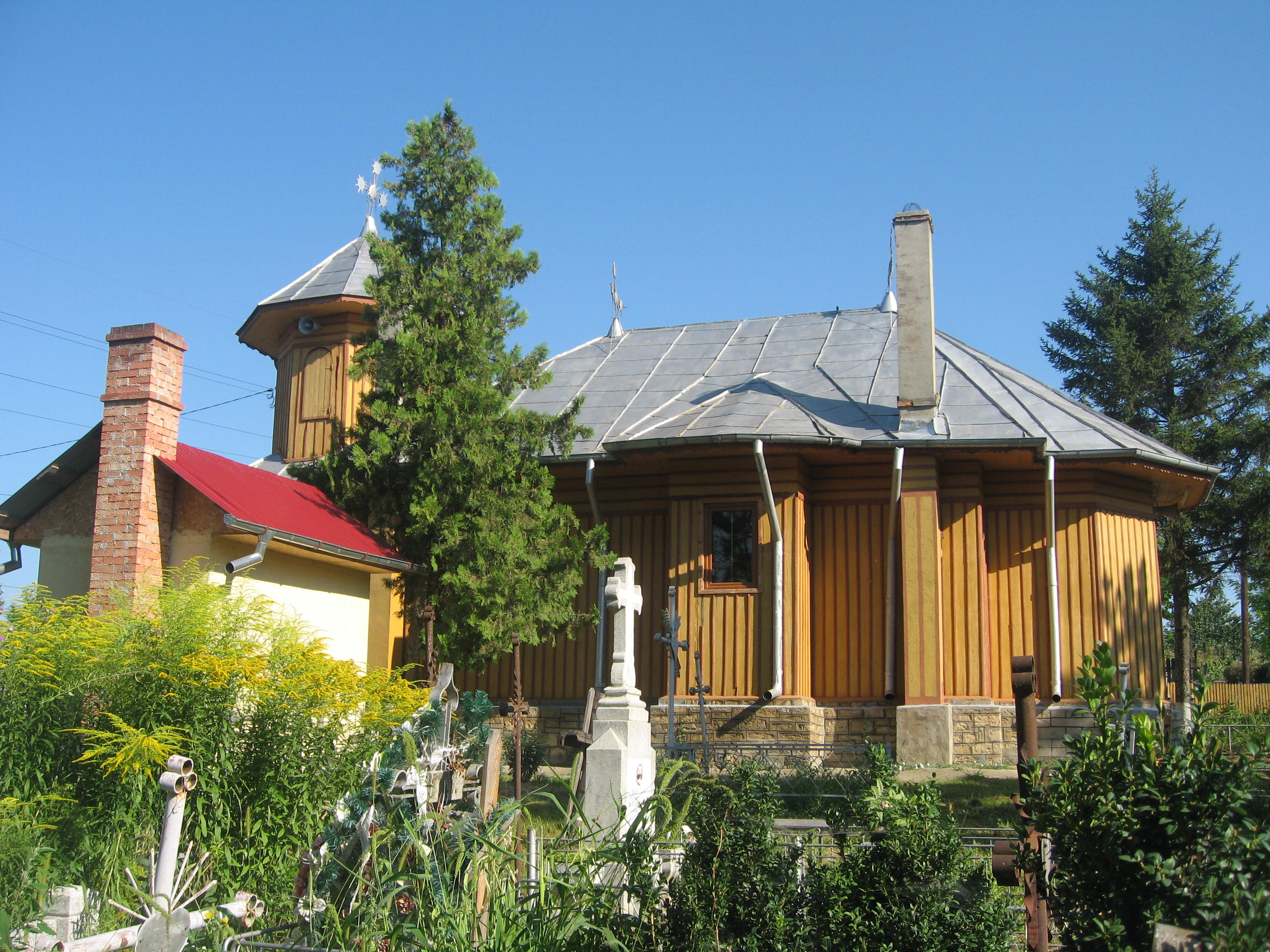
Biserica văzută de pe latura sudică
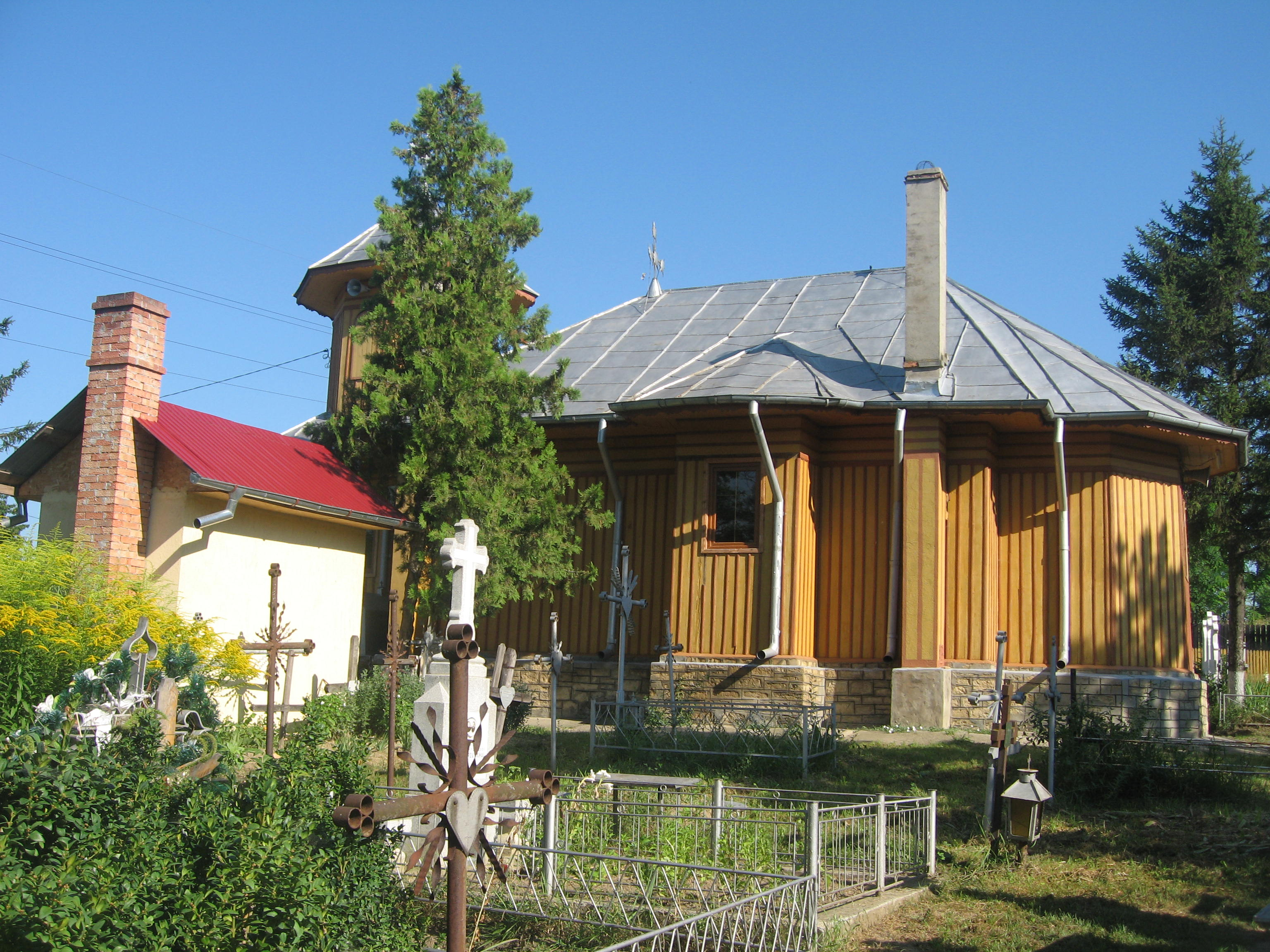
Biserica văzută de pe latura sudică
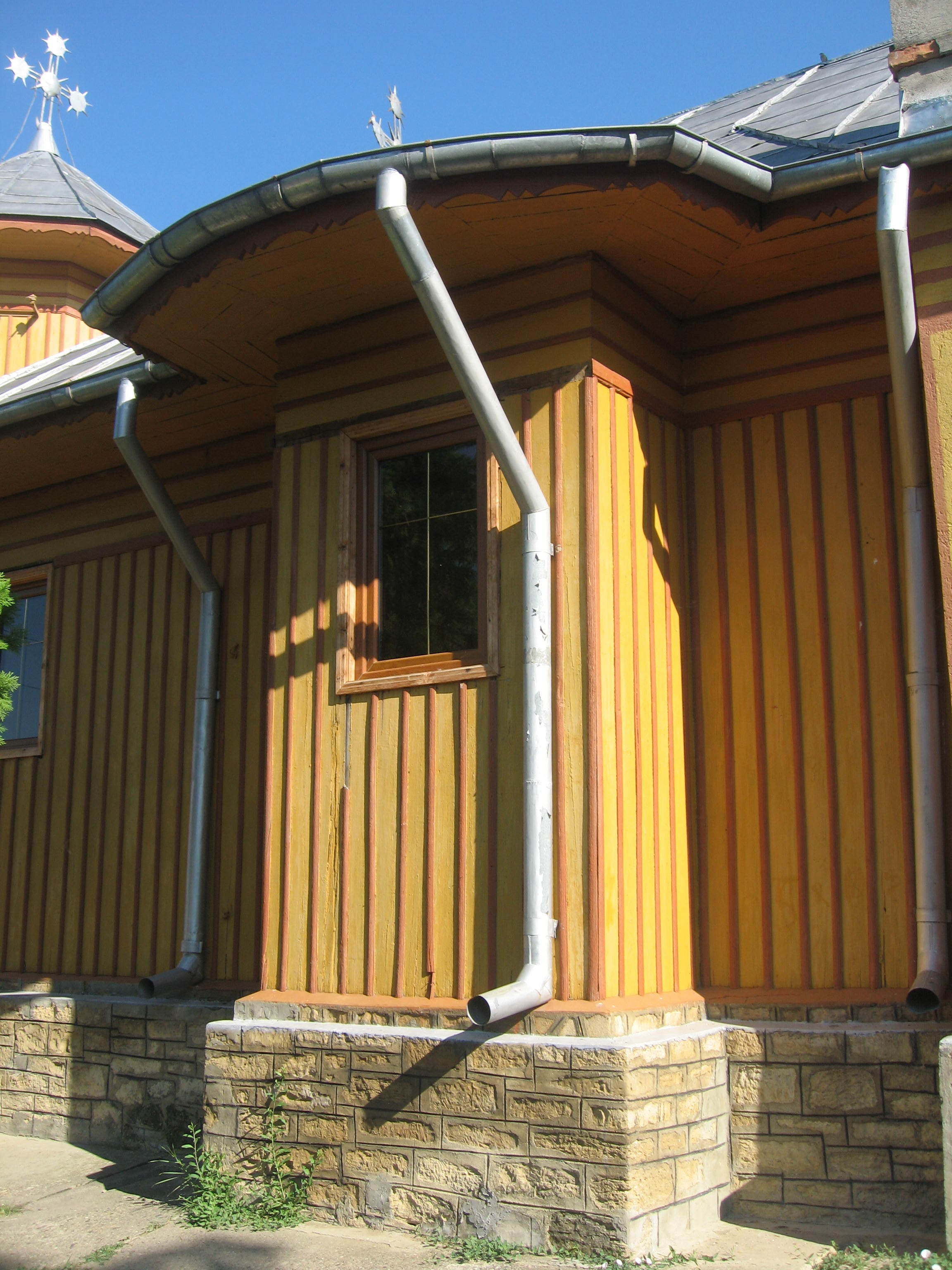
Absida laterală sudică
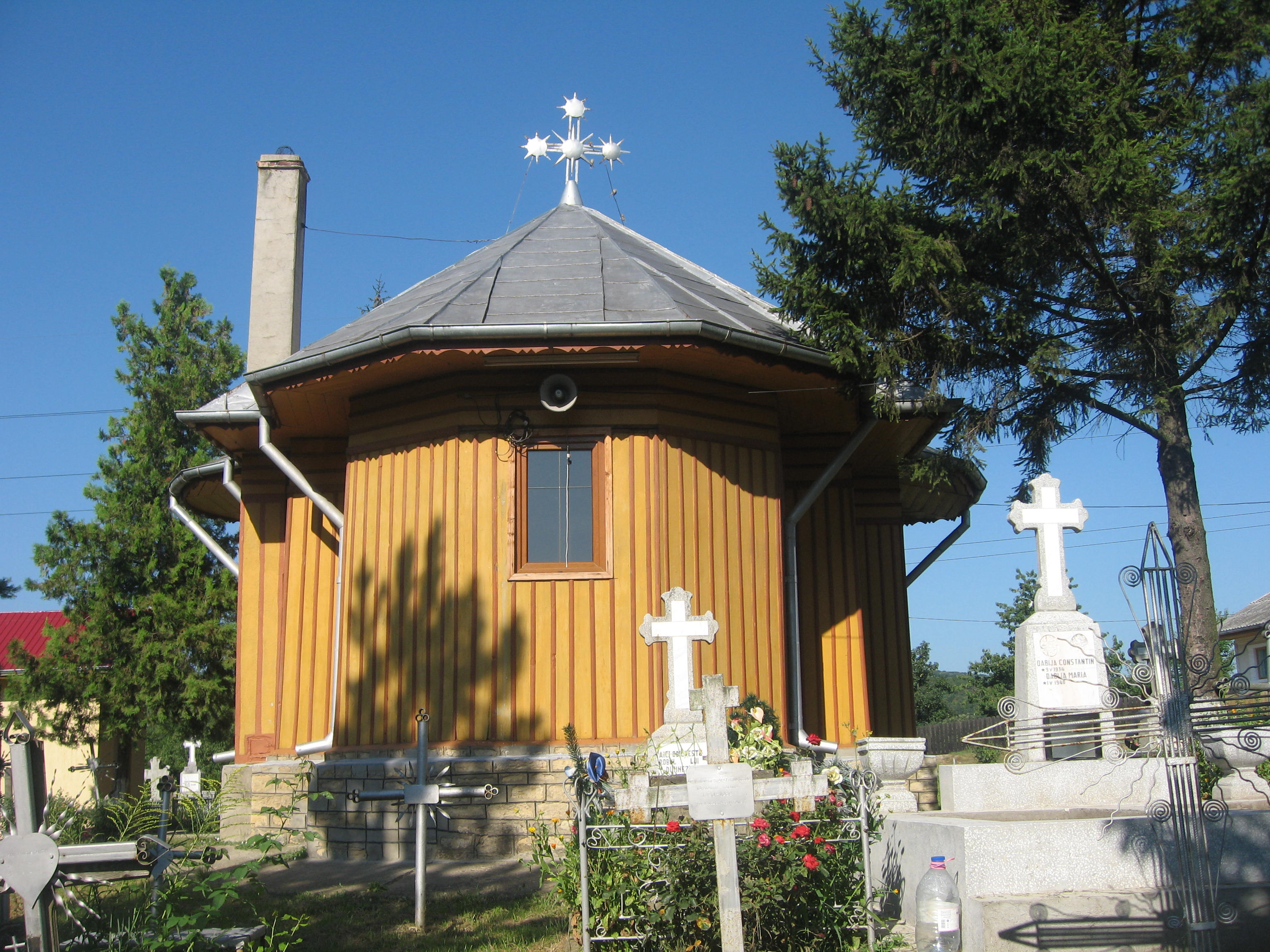
Absida altarului
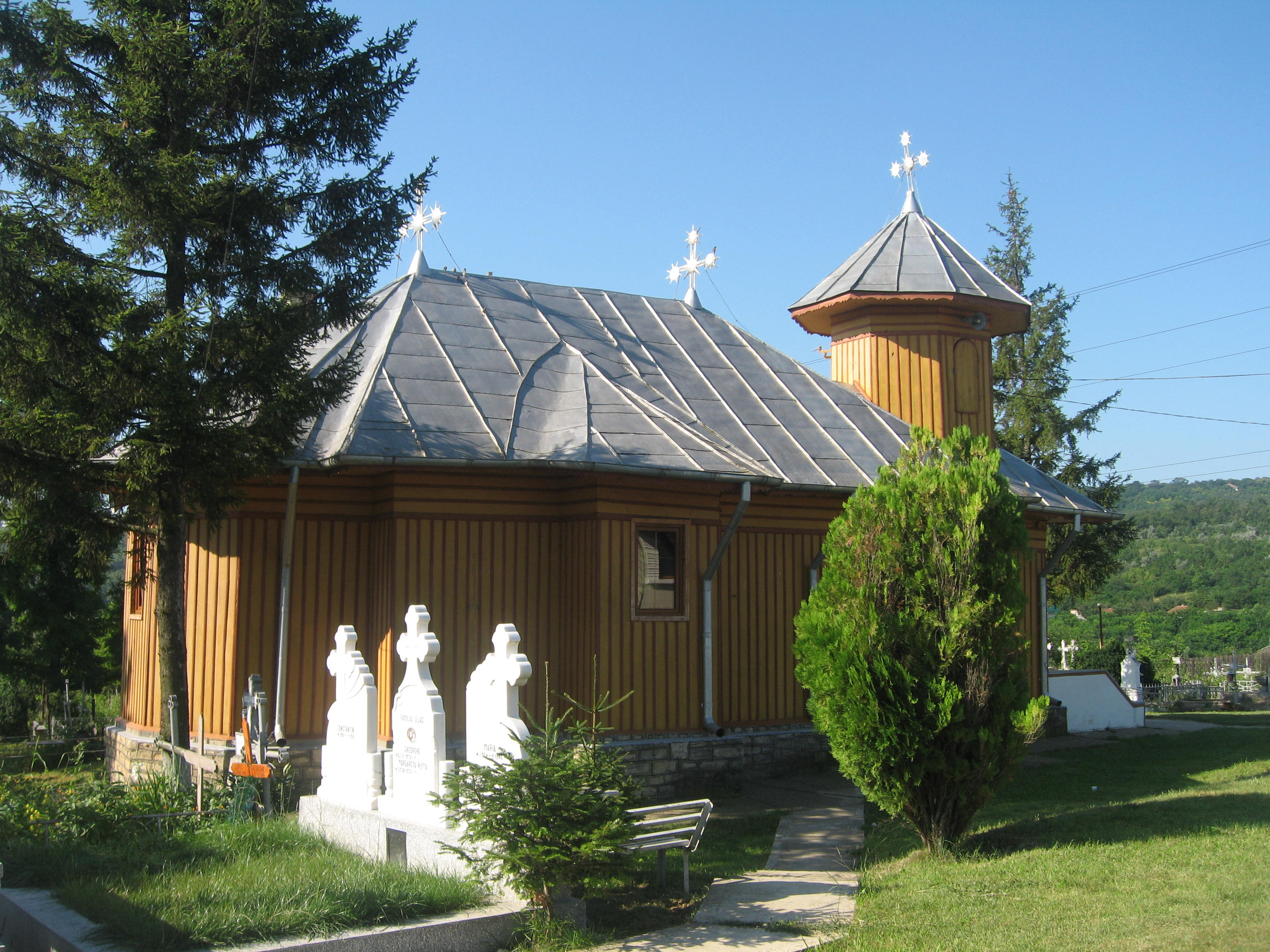
Vedere dinspre nord-est
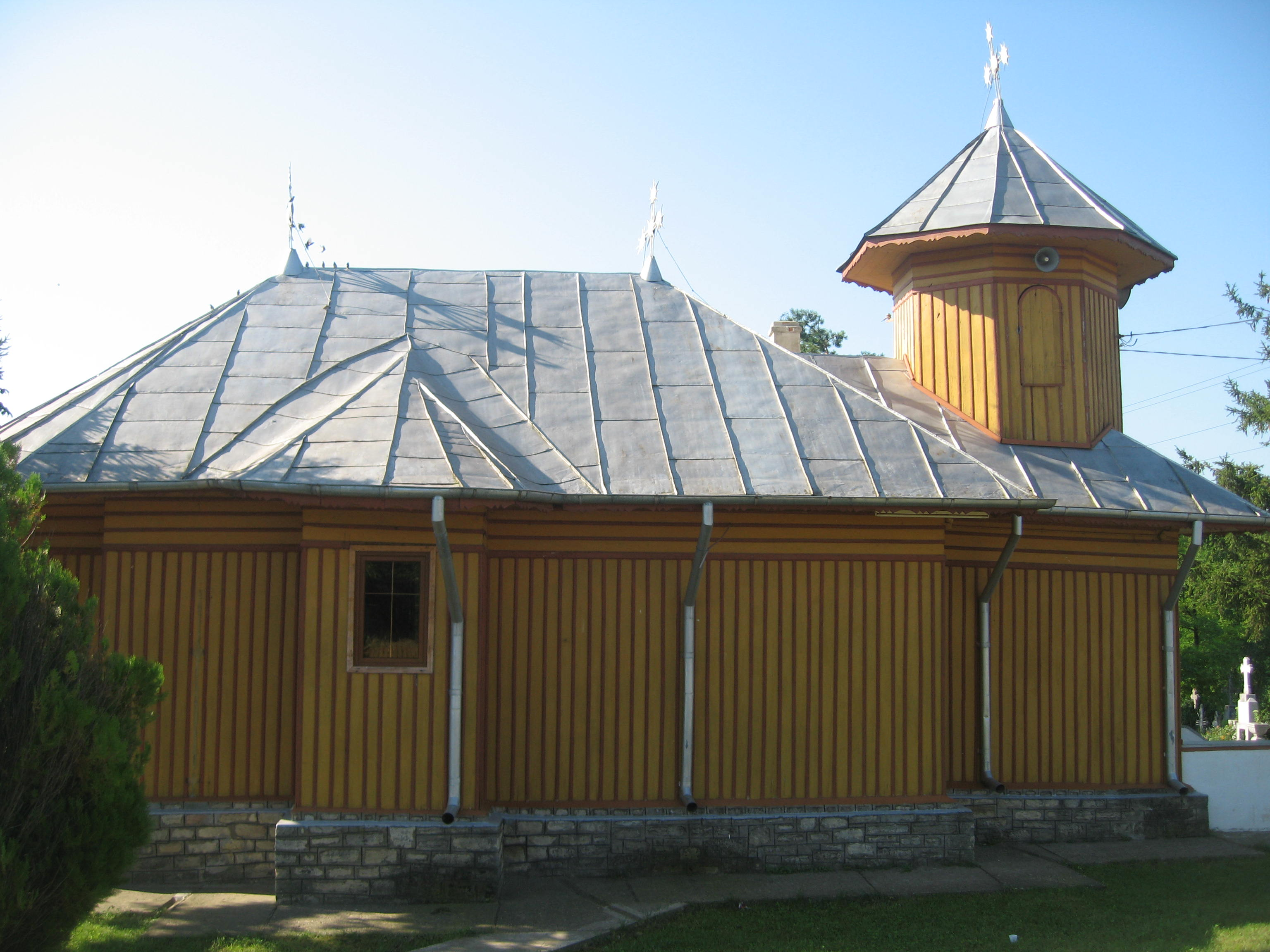
Latura nordică
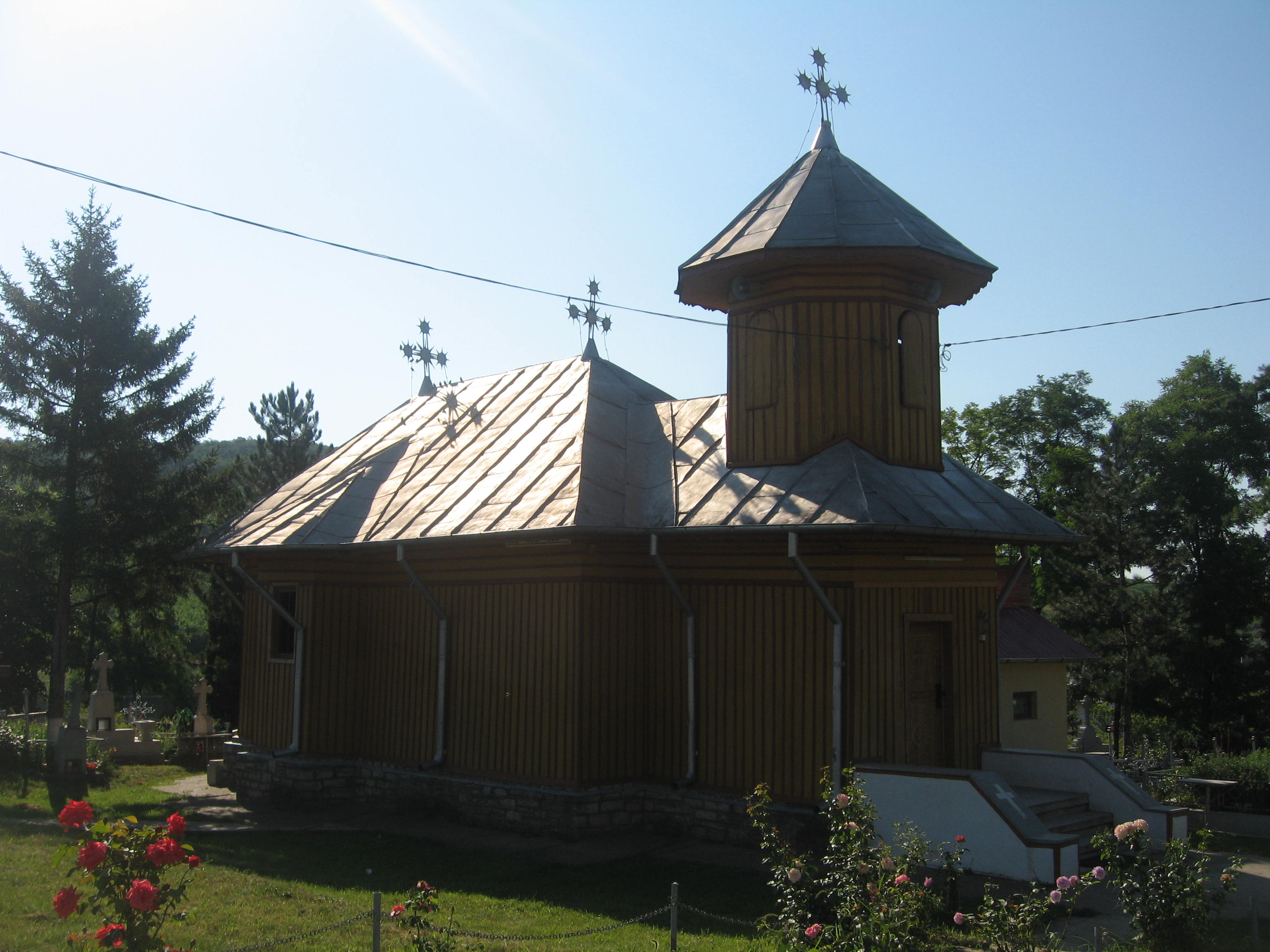
Vedere dinspre nord-vest
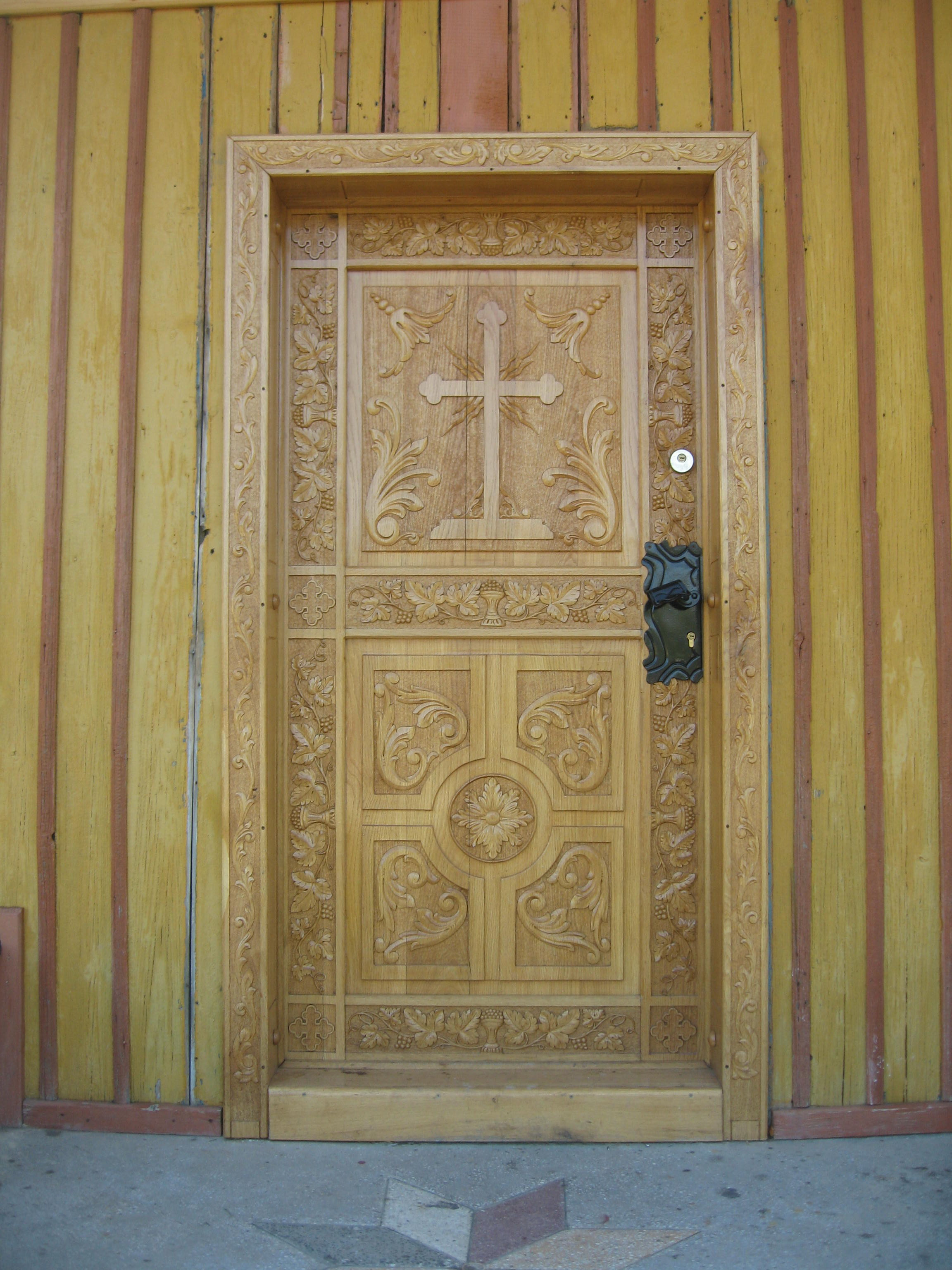
Uşa de intrare în biserică
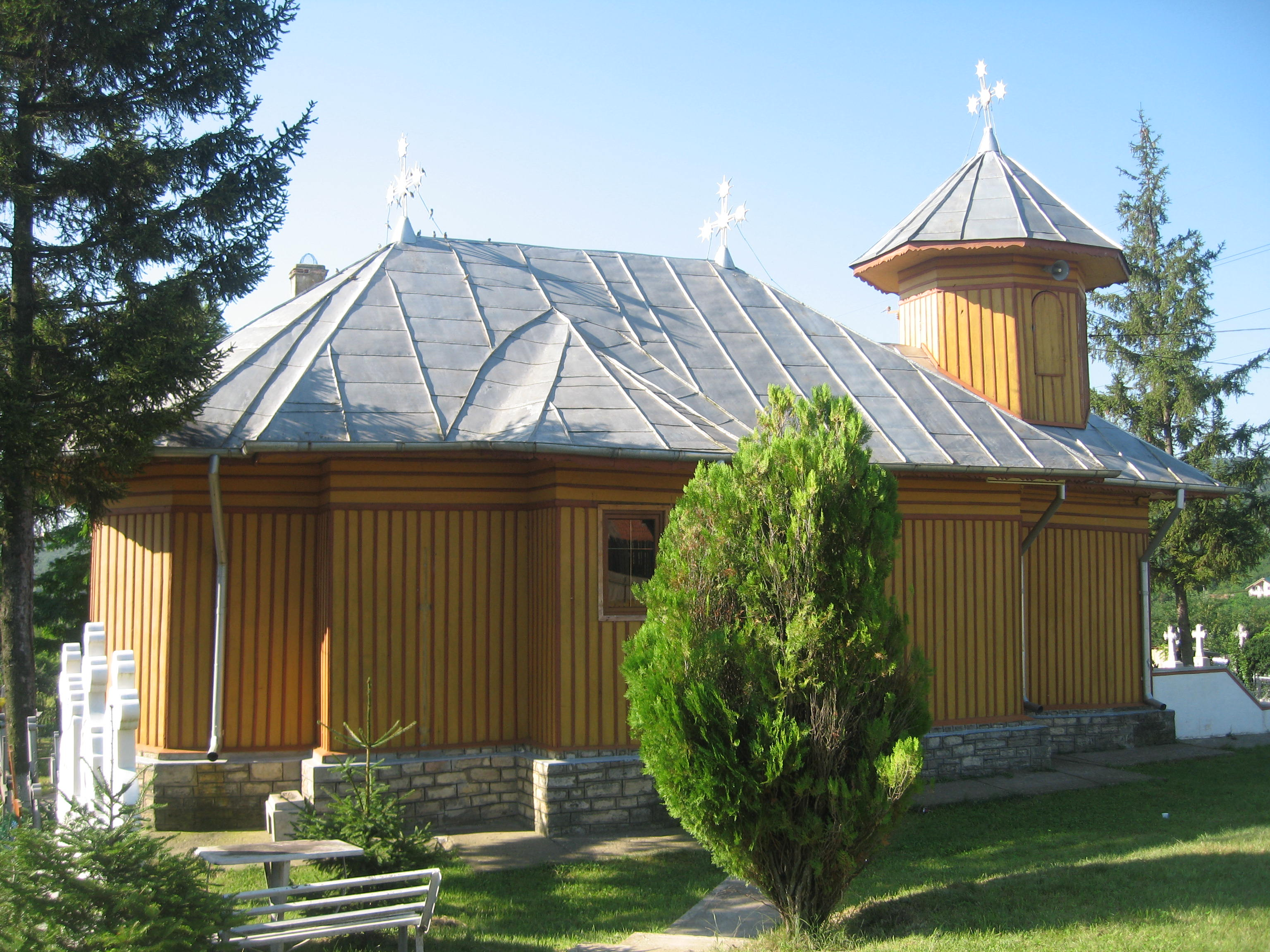
Vedere dinspre nord-est
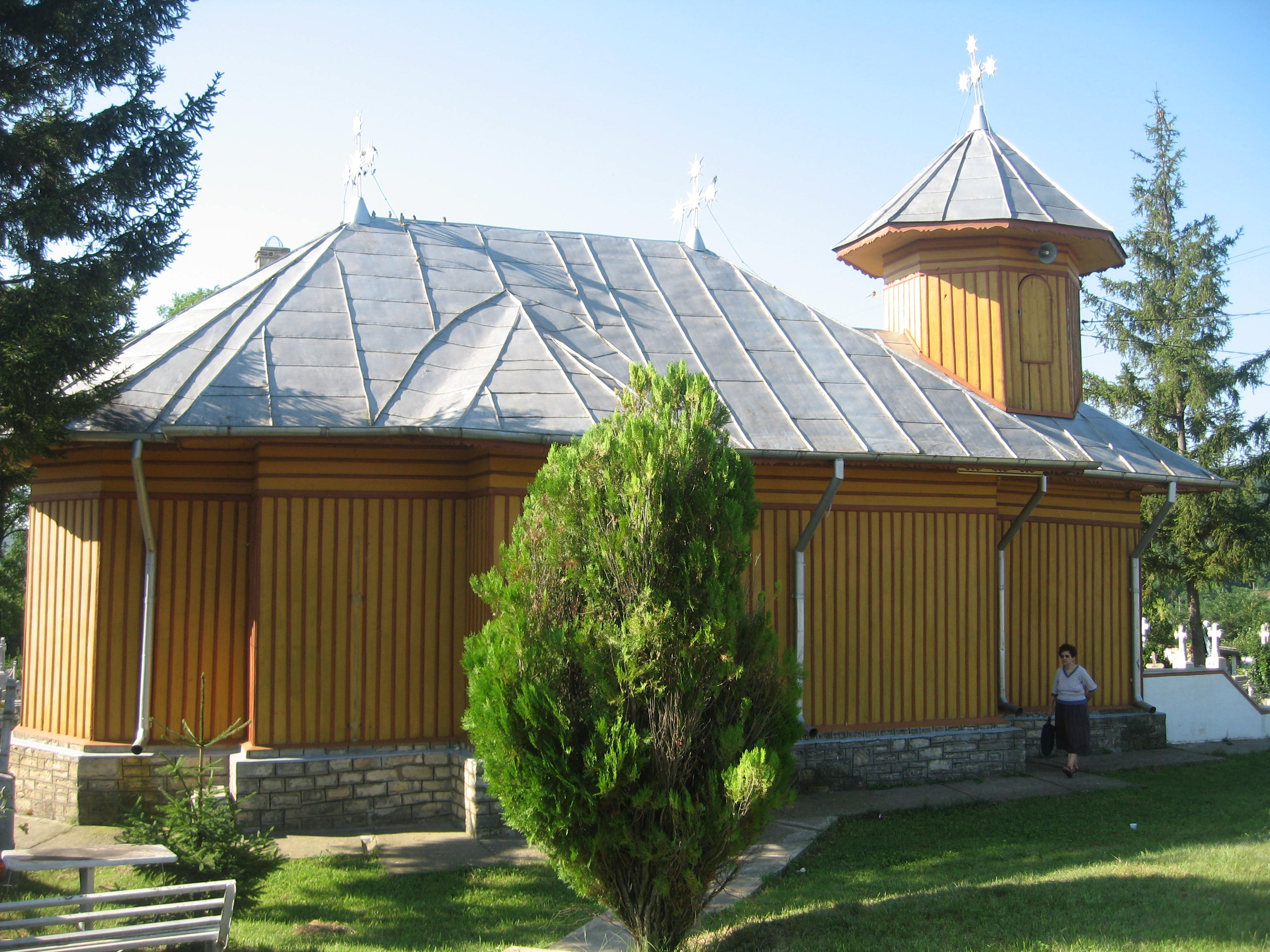
Vedere dinspre nord-est
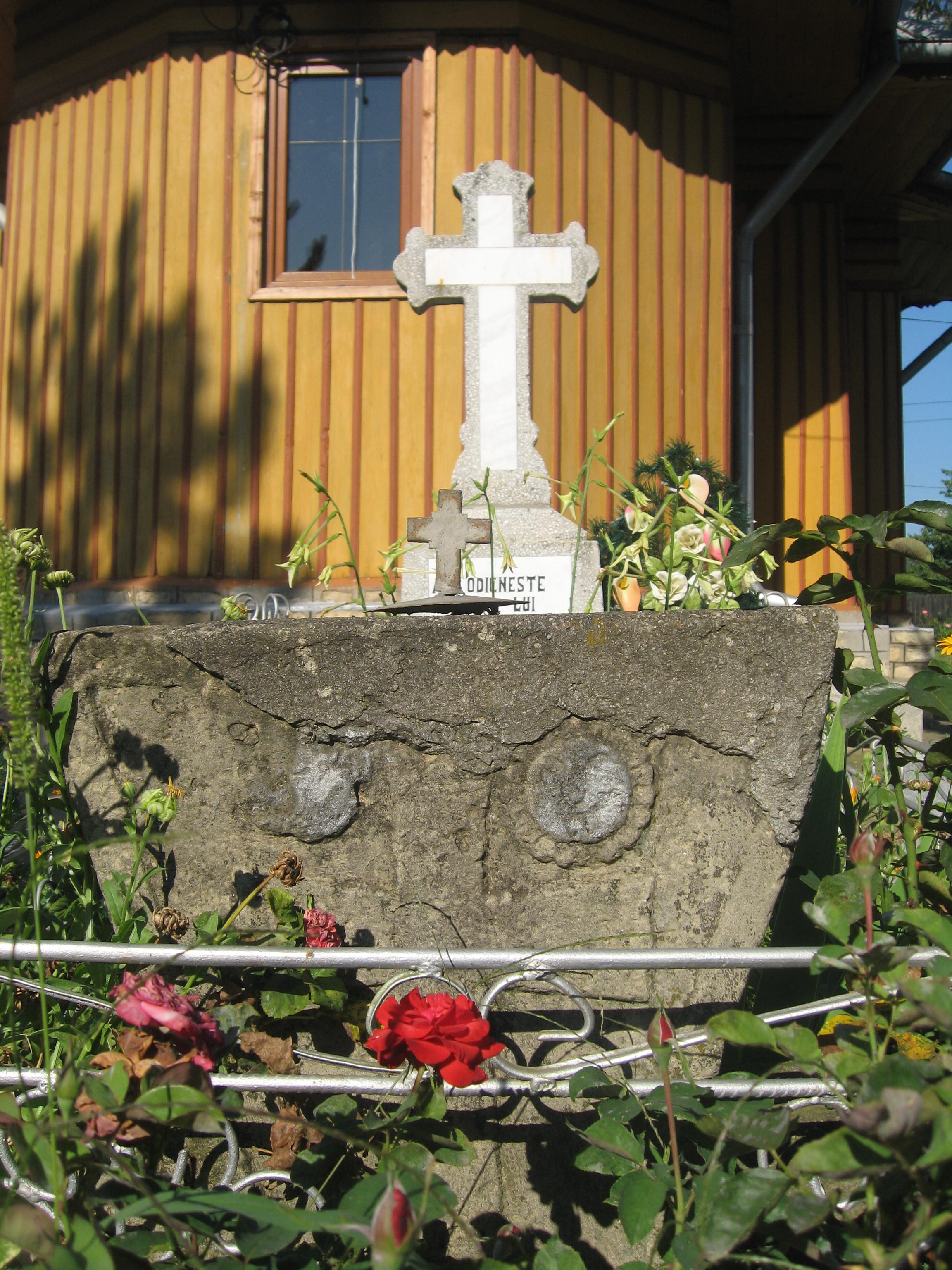
Mormântul preotului Gheorghe Pascu (1771-1836)
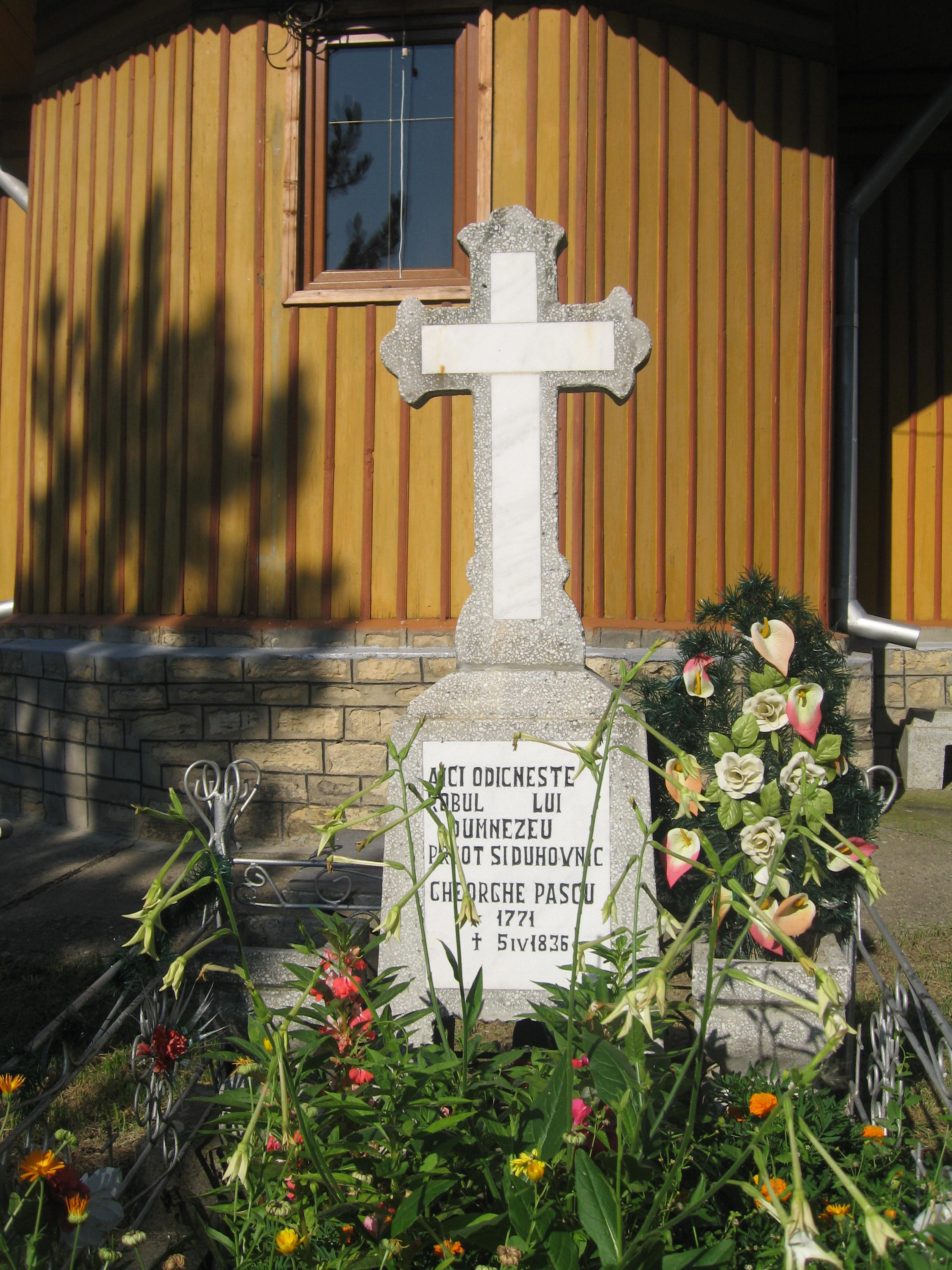
Mormântul preotului Gheorghe Pascu (1771-1836). Crucea nouă.